# U-1004
U-1004 – niemiecki okręt podwodny (U-Boot) typu VII C/41 z okresu II wojny światowej. Okręt wszedł do służby w 1943 roku.

## Historia
Wcielony do 31. Flotylli U-Bootów celem szkolenia załogi, od sierpnia 1944 roku kolejno w 7. i 11. Flotylli jako jednostka bojowa.
U-1004 odbył dwa patrole bojowe, podczas drugiego z nich zatopił statek o pojemności 1313 BRT i okręt wojenny — kanadyjską korwetę typu Flower HMCS „Trentonian” (980 t).
Poddany 9 maja 1945 w Bergen (Norwegia), przebazowany 30 maja do Loch Ryan (Szkocja).
Zatopiony 1 grudnia 1945 roku w ramach operacji Deadlight ogniem artyleryjskim.